# داني فيرغسون
داني فيرغسون (بالإنجليزية: Danny Ferguson)‏ (5 فبراير 1939 في المملكة المتحدة - 1 يناير 1977) هو لاعب كرة قدم بريطاني في مركزي الدفاع والظهير. لعب مع هارت أوف ميدلوثيان وهاميلتون أكاديميكال ونادي ديربن يونايتد ‏ ونادي كاودينبيث لكرة القدم ونادي غرينوك مورتون.

## وصلات خارجية
- داني فيرغسون على موقع قاعدة بيانات كرة القدم.إي يو (الإنجليزية)